# Josef Čermák (právník, 1861)
Josef Čermák (20. února 1861 Kačice – 25. září 1895 Praha-Nové Město) byl český právník. Pracoval jako praktikant u zemského soudu v Praze. Publikoval odborné články a jednu knižně vydanou studii o římském právu.

## Život
Narodil se 20. února 1861 v Kačici u Kladna jako syn řezníka původem z Tuchoměřic. Absolvoval pražskou právnickou fakultu a 26. října 1886 byl promován na doktora práv. Jako student získal ocenění za jednu ze seminárních prací. V letech 1888 a 1889 pobýval na stážích v Berlíně a Lipsku, kde se věnoval římskému právu. Jinak byl zaměstnán jako praktikant u zemského trestního soudu v Praze.
Zemřel 25. září 1895 v domě 1638-II (dnes Sokolská 1638/37, Praha 2) na leukemii. Pohřben byl na Olšanských hřbitovech.

## Dílo
Byl autorem recenzí v časopise Athenaeum. Přispíval do Ottova slovníku naučného pod značkou Čk., převážně v oboru římského práva. Samostatně vydal římsko-právní studii Fiducia (1889).